# 放射性落塵避難所

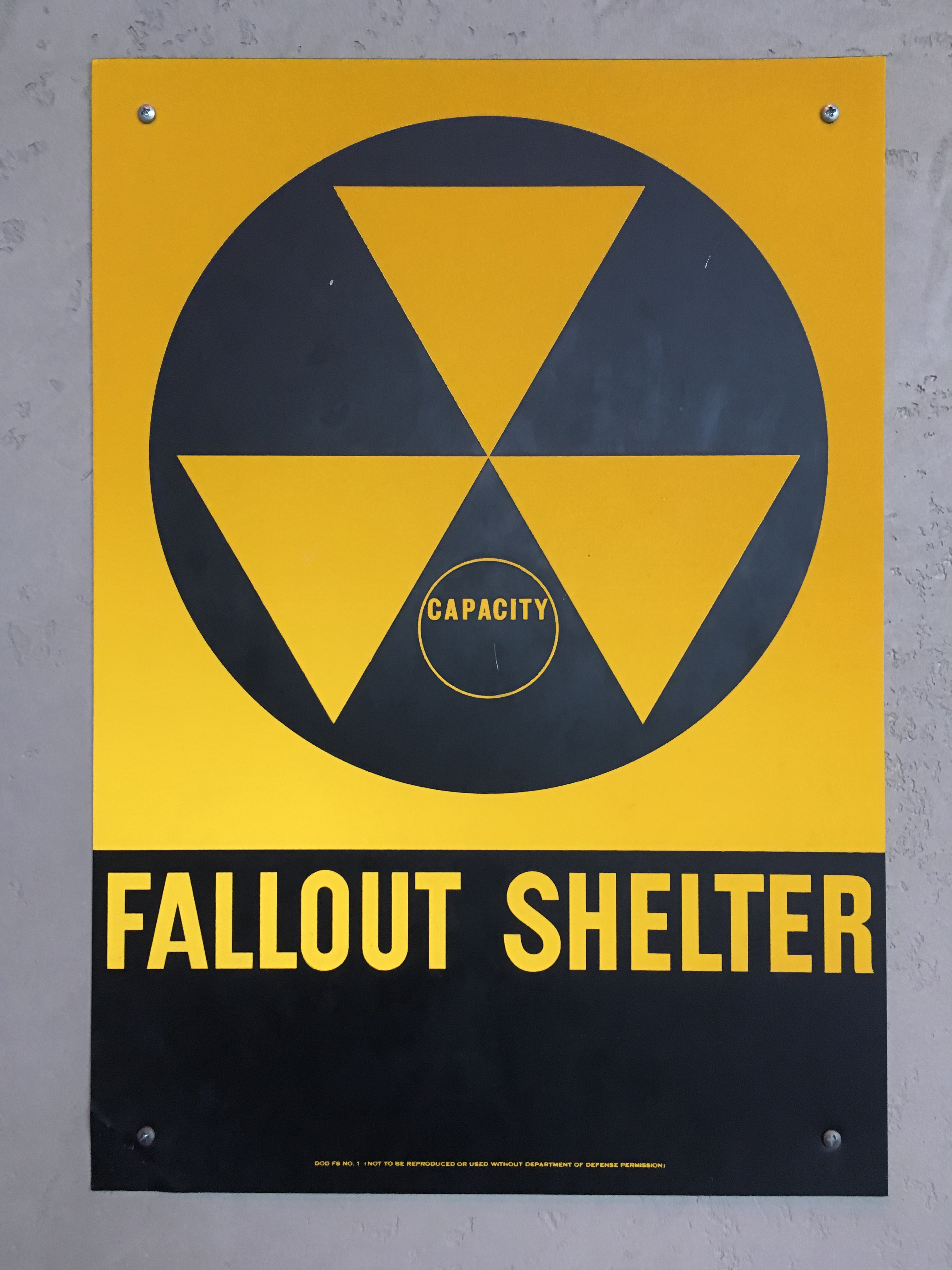
美國的放射塵避難所標誌。

放射性落塵避難所（英語：Fallout shelter）是使居民免於核爆產生的放射性殘骸或落塵影響的封閉空間。在冷戰時期，建造了許多放射塵避難所作為民防措施。
由於在核爆的過程中會產生中子，在爆炸火球中蒸發的物質吸收了這些中子後會變成放射性物質。這些放射性物質會放射出α粒子、β粒子與伽瑪射線這些游離輻射。放射性物質在雨中凝結形成灰塵與輕型砂狀物後大部分會落到地上，使其他物體受到這些游離輻射照射而成為重大的危險。
放射塵避難所設計使居住者的放射塵暴露量盡量減低，直到放射性衰退到更安全的水平。

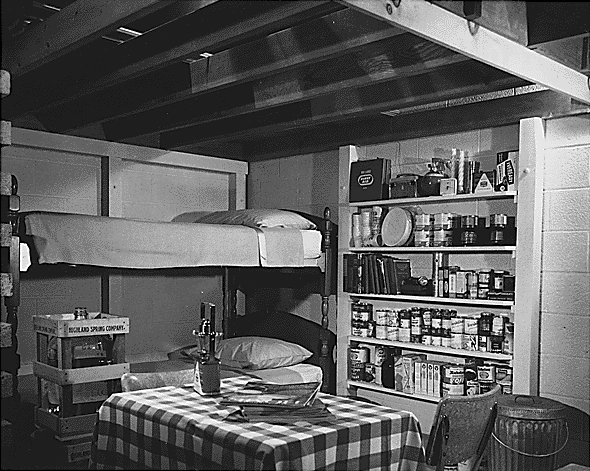
在1957年左右，理想的美國放射塵避難所。